# 77 Ardmanonie
Unter der Adresse 77 Ardmanonie auf der schottischen Hebrideninsel South Uist befindet sich ein Cottage. 1980 wurde das Gebäude in die schottischen Denkmallisten in der höchsten Kategorie A aufgenommen. Diese Einstufung wurde 2021 aufgehoben.

## Beschreibung
Die Gruppe besteht aus vier Gebäuden, die wahrscheinlich im 19. Jahrhundert errichtet wurden. Sie befindet sich im Norden der Insel South Uist und gehört zu den wenigen heute noch existenten Bauwerken einer ehemaligen Siedlung. Das einstöckige Cottage ähnelt vergleichbaren Häusern auf der Insel Skye, ist jedoch verhältnismäßig länger. Die Eingangstür befindet sich mittig in der nach Osten weisenden Vorderseite. Das Mauerwerk besteht aus Bruchstein, wobei die Gebäudekanten abgerundet sind. An beiden Enden ragen Schornsteine auf. Das Gebäude schließt mit einem Reetdach, dass mit Netzen und Steinen gesichert ist.
Nördlich des Cottage befindet sich eine Scheune; westlich eine Stallung. Beide Gebäude bestehen aus Bruchstein, werden aus östlicher Richtung betreten und schließen ebenfalls mit reetgedeckten Dächern. Ein weiteres Gebäude im Westen besitzt ein wellblechgedecktes Satteldach und wurde nach 1878 errichtet.